# Francisco Esteban Lacal
Francisco Esteban Lacal OMI (* 8. Februar 1888 in Soria; † 28. November 1936 in Paracuellos de Jarama) war ein spanischer Oblate der unbefleckten Jungfrau Maria.

## Leben
Er hatte am 16. Juli 1906 seine ersten Gelübde in der Gemeinschaft der Oblaten abgelegt und, nach Abschluss seiner Studien, am 29. Juni 1912 die Priesterweihe empfangen. Nach einigen Jahren als Professor und Assistent des Novizenmeisters wurde er 1932 zum Provinzial ernannt. Er lebte im Haus der Oblaten in Diego de León, wo er als Provinzial diejenigen seiner Mitbrüder aufnahm, die im Zuge des Spanischen Bürgerkriegs am 22. Juli 1936 im Kloster in Pozuelo arrestiert und bereits am 25. Juli wieder freigelassen worden waren. Am 15. Oktober 1936 wurde er inhaftiert und am 28. November zusammen mit zwölf weiteren Oblaten hingerichtet.
Die Seligsprechung der 22 spanischen Märtyrer der Oblaten, darunter auch Francisco Esteban Lacal, erfolgte am 17. Dezember 2011 in der Kathedrale von Madrid.
Die seliggesprochenen Oblaten sind: Francisco Esteban Lacal, Vicente Blanco Guadilla, José Vega Riaño, Juan Antonio Pérez Mayo, Gregorio Escobar García, Juan José Caballero Rodríguez, Justo Gil Pardo, Manuel Gutiérrez Martín, Cecilio Vega Domínguez, Publio Rodríguez Moslares, Francisco Polvorinos Gómez, Juan Pedro Cotillo Fernández, José Guerra Andrés, Justo González Llorente, Serviliano Riaño Herrero, Pascual Aláez Medina, Daniel Gómez Lucas, Clemente Rodríguez Tejerina, Justo Fernández González, Ángel Francisco Bocos Hernández, Eleuterio Prado Villarroel und Marcelino Sánchez Fernández.